# Монтедио Ямагата
«Монтедио Ямагата» (яп. モンテディオ山形 Монтэдио Ямагата, англ. Montedio Yamagata) — японский футбольный клуб из города Тендо, префектура Ямагата.
Клуб был основан в 1984 году как футбольная секция компании «NEC Ямагата», а в 1999 году под именем «Монтедио Ямагата» присоединился к профессиональной футбольной Джей-лиге. Название состоит из двух итальянских слов «монте» (с итал. — «гора») и «дио» (с итал. — «бог»).
В сезоне 2008 года клуб занял 2-е место во Втором дивизионе и впервые в своей истории вышел в Первый дивизион Джей-лиги.

## Достижения
- Финалист Кубка Императора: 2014